# Richard Buckingham
Pour les articles homonymes, voir Buckingham.
Richard Arthur Buckingham (17 juillet 1911-13 août 1994) est un mathématicien britannique connu pour ses travaux en physique mathématique.

## Biographie

### Études
Richard Buckingham étudie à la Gresham's School à Holt, puis au St John's College (Cambridge) où il obtient son PhD en 1937.

### Carrière
Il obtient son premier poste à l'Université Queen's de Belfast comme lecteur de 1935 à 1938. C'est à cette époque qu'il publie le potentiel qui porte son nom.
Après un bref passage à l'University College de Londres il intègre le laboratoire de recherche de l'Amirauté de la Royal Navy à Teddington, puis le département de conception des mines à Havant.
Après la Seconde Guerre mondiale Buckingham revient à l'University College de Londres comme lecteur en mathématiques (1945-1950), en physique (1950-1951) avant de diriger l'unité de calcul scientifique qui deviendra l'Institute of Computer Science (en).
En 1963 il prend la tête du comité TC3 de l'International Federation for Information Processing.
À cette date il devient professeur de calcul scientifique au Birkbeck College jusqu'à son éméritat en 1978.

## Récompenses
- Fellow du British Computer Society
- Fellow of the Royal Society of Arts (en)[1]
- Chairman du Technical Committee for Education (TC3) de l'International Federation for Information Processing[3]

## Ouvrages
- (en) Richard Arthur Buckingham, Numerical Methods, Sir Isaac Pitman & Sons, 1957
- (en) Richard Arthur Buckingham, Information Systems Education : Recommendations and Implementation, Cambridge University Press, 1987, 270 p. (ISBN 978-0-521-31234-9)